# 蒙沙隆
蒙沙隆（法語：Montchâlons，法語發音：[mɔ̃ʃalɔ̃]）是法国上法蘭西大區埃纳省的一个市镇，属于拉昂区。

## 地理
蒙沙隆（49°30'48"N, 3°43'40"E）面积6.76 平方千米，位于法国上法蘭西大區埃纳省，该省份为法国北部内陆省份，北起北部省，西接索姆省和瓦兹省，东临阿登省和马恩省，西南至塞纳-马恩省，东北部与比利时接壤。
与蒙沙隆接壤的市镇（或旧市镇、城区）包括：阿朗西、比耶夫尔、谢雷、费斯蒂约、奥热瓦勒、帕尔丰德吕、普卢瓦亚尔和沃尔塞讷、韦吕。

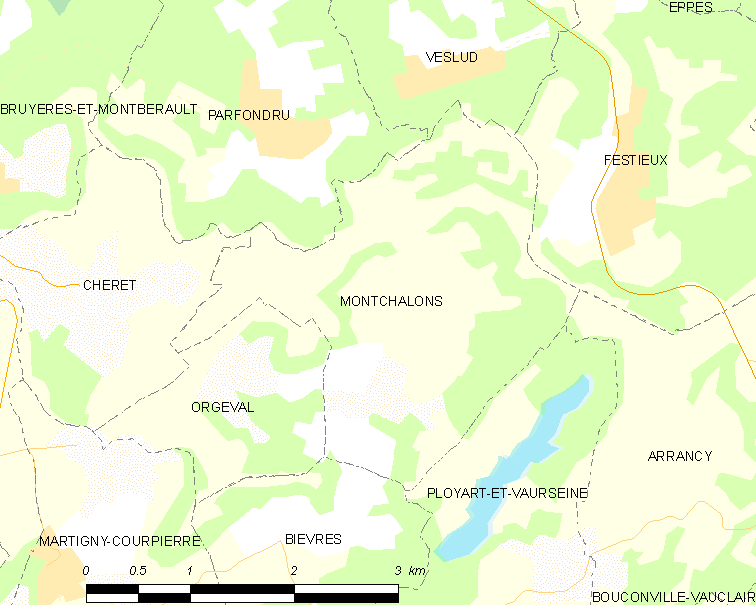
蒙沙隆的OSM定位图

蒙沙隆的时区为UTC+01:00、UTC+02:00（夏令时）。

## 行政
蒙沙隆的邮政编码为02860，INSEE市镇编码为02501。

## 政治
蒙沙隆所属的省级选区为拉昂第二县。

## 人口

1962-2008年间蒙沙隆人口变化图示

蒙沙隆于2022年1月1日时的人口数量为74人。